# Magnús Scheving

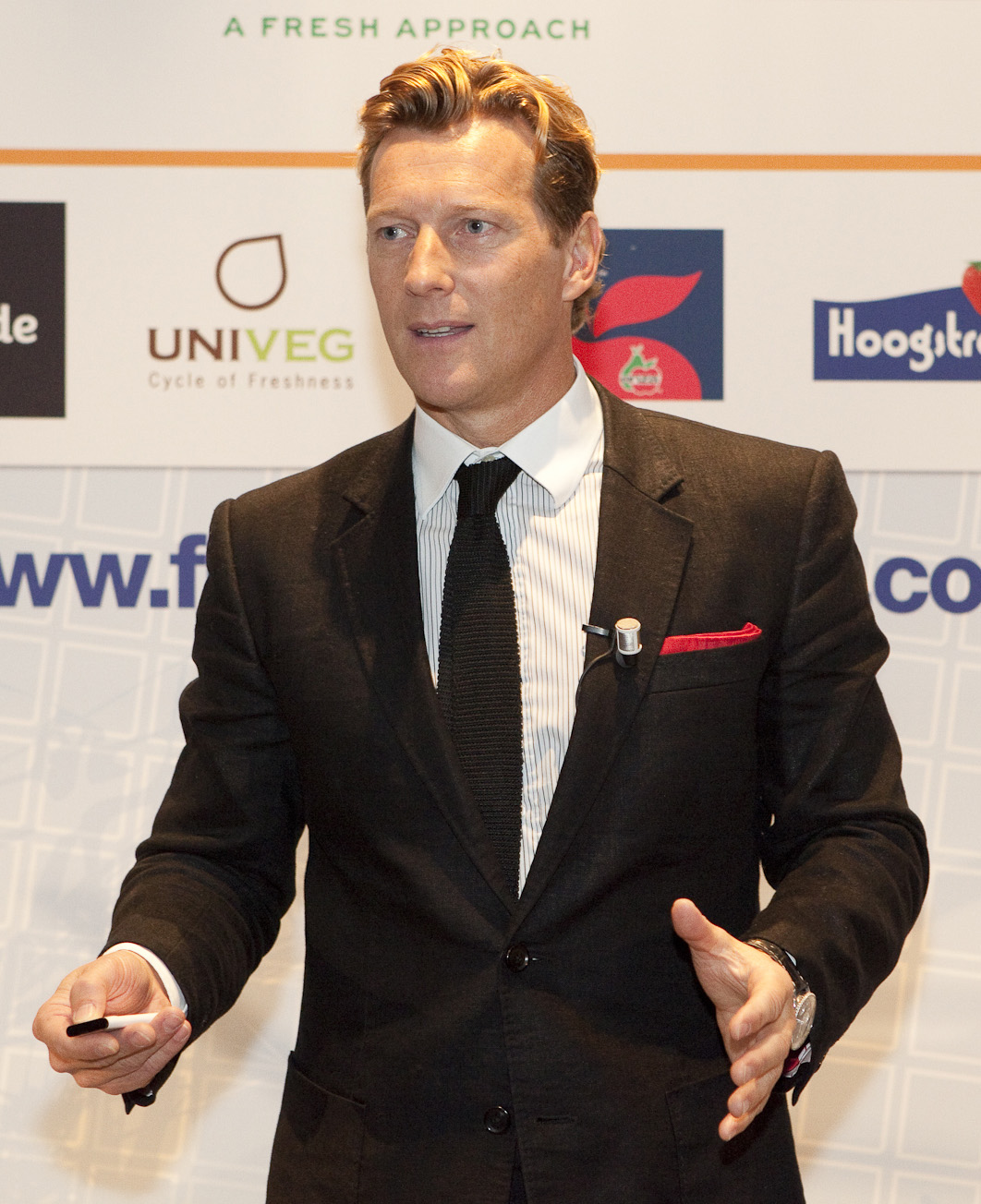
Magnús Scheving (2011)

Magnús Örn Eyjólfsson Scheving (* 10. November 1964 in Reykjavík) ist ein isländischer Schauspieler, Sportler, Fernsehproduzent und Unternehmer. Internationale Bekanntheit erlangte er durch die Rolle des Sportacus (isländisch íþróttaálfurinn) in seiner von ihm entwickelten Fernsehserie LazyTown.

## Leben
Magnús Örn Eyjólfsson Scheving fing 1985 mit Aerobic an und wurde 1992 isländischer Individual-Champion. Insgesamt gewann er diesen Titel vier Mal. 1993 war er skandinavischer Meister, erreichte den 3. Platz beim Suzuki World Cup und wurde ebenfalls Dritter während der Taejon Expo in Korea. 1994 wurde er europäischer Meister, gewann den 2. Platz beim Suzuki World Cup und den Internationalen Wettbewerb in Seoul. Im Februar 1995 wurde er zum zweiten Mal europäischer Meister. Magnús Scheving hat zudem über 70 Preise in Leichtathletik, hauptsächlich für den 1500- und 5000-Meter-Lauf. Seit seiner Kindheit spielte er ebenfalls Basketball, Handball, Tennis und machte Kraftsport. Er wurde zum „Sportsman of the Year 1994“ in Island gewählt.
Magnús Scheving hält Vorträge und leitet Aerobic-Kurse in seinem Heimatland, ebenso setzt er sich für gesunde Ernährung und Schulsport für Kinder ein. Er ist ein leidenschaftlicher öffentlicher Sprecher, wenn es um Fitness sowie einen gesunden und aktiven Lebensstil von Kindern und Jugendlichen geht. 1995 schrieb Magnús Scheving ein Buch mit dem Titel „GO! GO! Lazy Town!“ das Kinder und Jugendliche anregen soll, Sport zu treiben und auf Ernährung zu achten. Das Buch wurde ein Verkaufsschlager in Island, und so schrieb er vier weitere Bücher, dazu ein Musical, das auf dieser Buchreihe basiert. Zudem wurden drei Musik-CDs, ein Brettspiel und die gleichnamige Fernseh-Serie für Kinder produziert. LazyTown ist inzwischen eine feste Größe in jedem isländischen Haushalt. Die Serie, die 2004 erstmals auf einem isländischen Sender gezeigt wurde, rangiert insgesamt auf Platz 4 aller Serien für Vorschulkinder im US-Fernsehen und in weiteren 49 Ländern.
2009 spielte er in der Familienkomödie Spy Daddy an der Seite von Jackie Chan und Billy Ray Cyrus den russischen Bösewicht Poldark.
Magnús Scheving ist verheiratet und hat drei Kinder.